# Melhem Barakat
Melhem Barakat (do Árabe ملحم بركات ) (Kfarshima, Líbano em 1945) também conhecido como Melhim Barakat, é um cantor e compositor libanês. Ele é apelidado por seus fãs como Abou Majd. Melhem Barakat começou sua carreira na década de 1960, Barakat tem indiscutivelmente estabeleceu um gênero de sua própria autoria, tanto do jeito que ele canta e compõe, o que faz dele uma das estrelas mais conceituados e populares no Líbano hoje. Ele excursionou na Austrália, América do Sul, Canadá e EUA.

## Carreira
Melhem Barakat principalmente executa o "Líbano coloquial", um feito que ele sempre defendeu, criticando seus companheiros colegas libaneses para favorecer o dialeto egípcio para fins comerciais. Apesar de sua popularidade, é bastante modesto no Egito, onde o material de música não egípcia geralmente recebe apelo de massa morna, Melhem alcançou o estrelato enorme para os países de maioria árabe, principalmente na Síria, Jordânia e Líbano.
Barakat começou a cantar mais de trinta anos atrás. Barakat participou como ator e cantor muitos dos musicals dos Rahbanis', para alguns libaneses, mesmo dizendo que ele se estabeleceu como uma das vozes mais fortes do país.
Ele também apareceu em muitos filmes libaneses na década de 1980. Melhem Barakat tem músicas de sucesso dos anos 80 foi chamado Kboush El Touti e Wahdi Ana (Eu sou sozinho).
Durante a década 1990 Melhem Barakat agiu com Boustros dançarino libaneses Dani em uma peça de teatro libanês intitulada Wemsheet Bee Tariki (Eu andei no meu caminho).
Desde o ano de 2000 Melhem Barakat tinha várias canções de sucesso, como a Habibi Enta, que mais tarde foi cantada por sua ex-esposa May Hariri. Ele também colaborou com os atuais cantores famosos, como Najwa Karam, Karol Sakr, Shatha Hassoun, Majida El Roumi.